# Conus advertex
Conus advertex é uma espécie de gastrópode do gênero Conus, pertencente à família Conidae.